# Курган, Исаак Маркович
Исаак Маркович Курган (бел. Ісаак Маркавіч Курган; 1905, Вильно, Виленский уезд, Виленская губерния, Российская империя — 1986, Минск, Белорусская ССР, СССР) — советский белорусский государственный деятель, нарком лёгкой промышленности БССР (1939—1941).

## Биография
Родился в 1905 году в Вильно в еврейской семье. С 1926 года член ВКП(б), окончил Гомельскую центральную школу (1934).
С августа 1929 года по май 1930 года — секретарь горкома ВЛКСМ Беларуси в Витебске.
С марта по июнь 1938 года — первый секретарь Гомельского областного комитета КП Беларуси.
С июля 1939 года по июнь 1941 года — народный комиссар лёгкой промышленности БССР. Депутат Верховного Совета БССР.
С июня 1942 года — в РККА, начальник политотдела, заместитель начальника управления тылом по политчасти 1-й гвардейской армии, полковник.
В 1947 году был утвержден инспектором ЦК КП Беларуси.
С сентября 1950 года по июль 1953 года — первый заместитель председателя правления Белорусского совета промышленной кооперации (Белпромсовет).
С июля 1960 года на пенсии.